# New York Public Radio

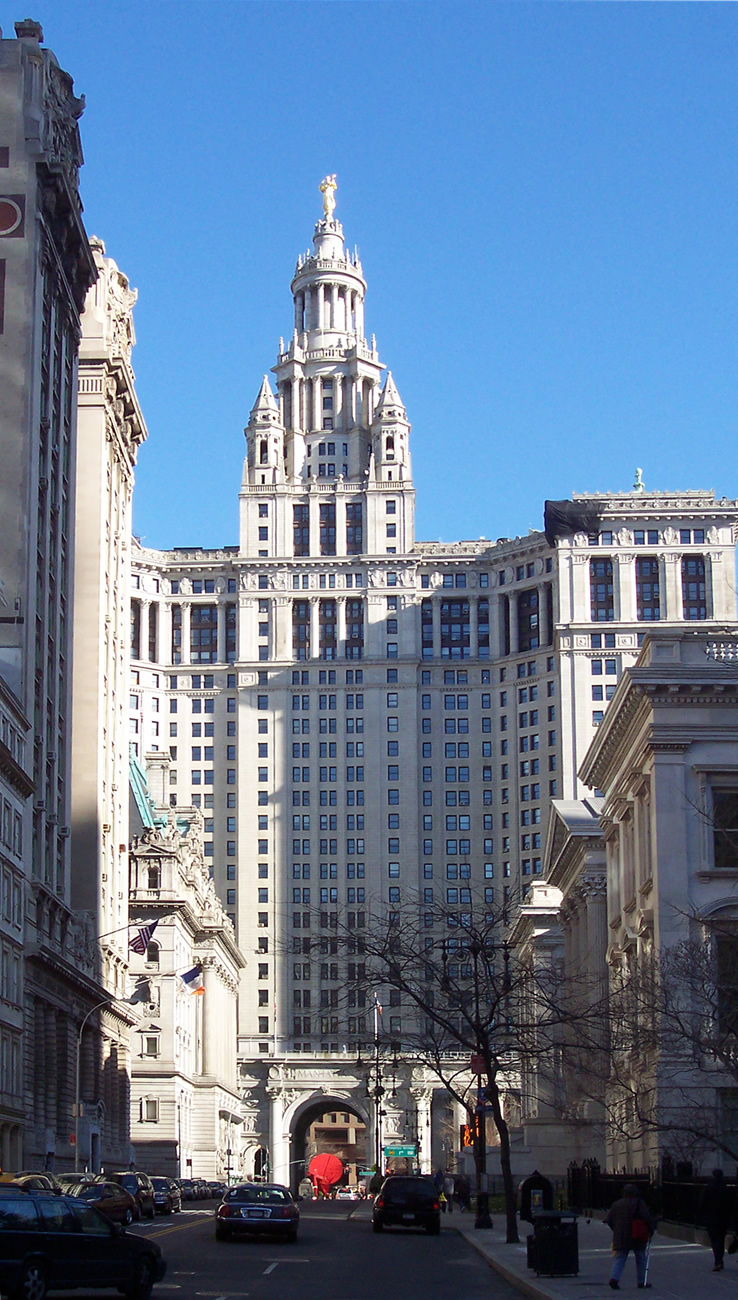
Das Manhattan Municipal Building war das Zuhause von NYPR seit seiner Gründung 1922 bis 2008

New York Public Radio (NYPR) ist die Public Broadcasting Organisation im US-Bundesstaat New York und bezeichnet sich selbst als größtes Public-Radio-Network der USA.
NYPR betreibt die drei Sender WNYC-FM, WNYC-AM und WQXR-FM. Außerdem ist NYPR der Betreiber des New Jersey Public Radio und des Jerome L. Greene Performance Space. Als Mitglied der Netzwerke des National Public Radio (NPR), des Public Radio International (PRI) und der American Public Media (APM) ist NYPR ein dauerhafter Bestandteil der Public-Radio-Szene in den USA. 
Gemessen an der Anzahl der Mitarbeiter ist NYPR heute nach dem Minnesota Public Radio (MPR) das zweitgrößte Public-Radio-Netzwerk. So arbeiten in New York etwa 110 Mitarbeiter für die Organisation.
Die Seite Media Bias/Factcheck ordnet die WNYC-Programme als gemäßigt liberal und überwiegend sehr zuverlässig ein.

## Stationen

Senderlogo von WNYC

WNYC nimmt eine führende Rolle bei der Produktion von Inhalten für die bundesweiten Public-Radio-Netzwerke ein. WQXR ist New York City’s einziger Vollzeit-Klassik-Kanal.

## Geschichte

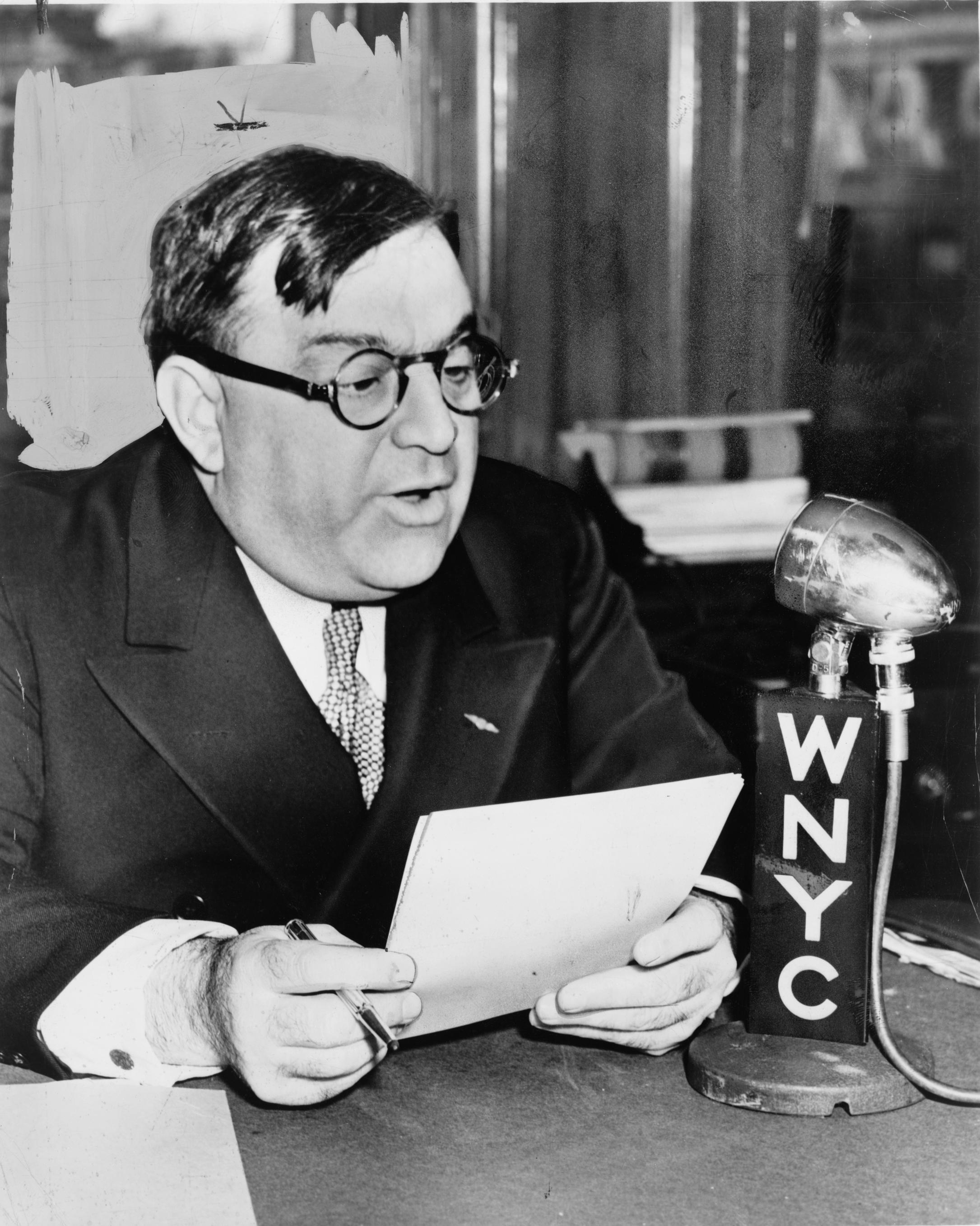
Bürgermeister Fiorello LaGuardia spricht auf 1940 WNYC

Im Jahr 2011 kaufte NYPR vier Sender in New Jersey (WNJT-FM, Trenton; WNJB-FM, Sussex; WNJY-FM, Netcong und WNJO-FM, Toms River) und betreibt sie seitdem als New Jersey Public Radio.
Aktuell ist Laura R. Walker President und CEO des New York Public Radio.